# Rosanna
Rosanna er en 42 km lang bjergflod i Østrig. Den udspringer i bjerggruppen Verwall i Alperne i nærheden af Muttenjoch i en højde på knap 2600 m over havets overflade. Den flyder i grænseområdet mellem delstaterne Tyrol og Vorarlberg gennem Verwalltal, hvor den bliver opdæmmet i dæmningssøen Verwallsee. Denne sø bruges til at regulere Rosanna ved højvande og til energiudvinding. Efter Rosannaschlucht når vandløbet St. Anton am Arlberg og flyder øst/sydøst gennem Stanzer Tal. Her, nedenfor Schloss Wiesberg flyder Rosanna sammen med Trisanna og kaldes fremdeles Sanna (Inn). Dette vandløb flyder 7 km længere ud i Landeck (Tyrol) i floden Inn.
De vigtigste bifloder er Albonabach, Pflunbach, Maroibach, Arlenbach, Lengeruibach, Schnanner Bach, Griesbach og Rammlesbach, samt Fasulbach, Maroibach, Moosbach, Stockibach, Malfonbach og Oberer Klausbach og Unterer Klausbach.

## Opland
Rosannas trækker kildevand fra et areal på 275,5 km². Dog indskrænkes de hydrologisk effektive opland til 33,8 km² < ref name = "hydr_jb" / >, idet både Fasulbach og Stausee Kops (dæmningssø opereret af Vorarlberger Illwerke) også trækker kildevand fra samme område.
Vandoplandets højeste punkt er Hohe Riffler med 3168 m over havets overflade.
Oplandet består af 31 gletsjere med et samlet areal på 4,3 km².
47°07′03″N 10°29′30″Ø / 47.1175°N 10.4917°Ø